# 松岡清志
松岡 清志（まつおか きよし）は、日本の政治学者（行政学・公共政策・地方自治）。修士（政治学）（早稲田大学・2006年）。静岡県立大学経営情報学部講師・大学院経営情報イノベーション研究科講師。
社団法人行政情報システム研究所研究員、一般社団法人行政情報システム研究所主任研究員などを歴任。

## 来歴
専門は、行政学・公共政策・地方自治。公共交通政策やデジタル・ガバメント政策の研究に従事した。行政情報システム研究所で研究員や主任研究員を務めたのち、静岡県立大学で教鞭を執った。

### 生い立ち
同名の学校法人により設置・運営される早稲田大学政治経済学部政治学科にて学んだ。2004年（平成16年）3月、早稲田大学卒業に伴い、学士（政治学）の学位を取得。そのまま早稲田大学大学院に進学し、政治学研究科にて学んだ。2006年（平成18年）3月、早稲田大学大学院修士課程修了に伴い、修士（政治学）の学位を取得。

### 行政学者として
2008年（平成20年）4月、社団法人行政情報システム研究所研究員に就任。その後、行政情報システム研究所は一般社団法人に移行するが、以降も引き続き勤務する。のちに主任研究員に昇任。東洋大学においては、2010年（平成22年）4月より、東洋大学法学部非常勤講師を兼任。2013年（平成25年）4月より、都留文科大学文学部非常勤講師を兼任。2014年（平成26年）4月より、母校・早稲田大学大学院政治学研究科非常勤講師を兼任、大学院政治学研究科の講義を担当。2019年（平成31年）4月より、青山学院大学法学部非常勤講師を兼任。また、これらの職務を果たしつつ、さらに早稲田大学大学院政治学研究科博士後期課程に進学、2012年（平成24年）3月、単位取得退学。
2021年（令和3年）4月、静岡県立大学経営情報学部の常勤講師に就任、主として経営情報学科の講義を担当した。また、静岡県立大学大学院経営情報イノベーション研究科講師を兼務することになり、主として経営情報イノベーション専攻の講義を担当した。

## 研究
専門は政治学。特に行政学・公共政策・地方自治を研究。具体的には、公共交通政策や電子政府政策について研究した。また、政策移転や政策波及、あるいは、調整組織や省庁内の横割り組織の研究に従事した。理論と現場との架橋を目指して研究に取り組むとともに、公共政策立案における視座の涵養を目指して後進の育成に努めた。
日本行政学会・日本公共政策学会・日本地方自治学会・日本政治学会・早稲田政治経済学会に所属。

## 略歴
- 2004年 - 早稲田大学政治経済学部卒業[4]。
- 2006年 - 早稲田大学大学院政治学研究科修士課程修了[4]。
- 2008年 - 行政情報システム研究所研究員[3]。
- 2010年 - 東洋大学法学部講師[3]。
- 2012年 - 早稲田大学大学院政治学研究科博士後期課程単位取得退学[4]。
- 2013年 - 都留文科大学文学部講師[3]。
- 2014年 - 早稲田大学政治経済学術院講師[3]。
- 2019年 - 青山学院大学法学部講師[3]。
- 2021年 - 静岡県立大学経営情報学部講師・大学院経営情報イノベーション研究科講師[3]。

## 著作

### 共著
- 縣公一郎・藤井浩司編『ダイバーシティ時代の行政学』早稲田大学出版部、2016年。ISBN 978-4-657-16012-6

### 寄稿、分担執筆、等
- 縣公一郎・藤井浩司編『コレーク政策研究』成文堂、2007年。ISBN 978-4-7923-3231-0
- 藤巻秀夫編著『地方自治の法と行財政』八千代出版、2012年。ISBN 978-4-8429-1578-4

### 註釈
1. ↑  社団法人行政情報システム研究所は、2013年度に一般社団法人行政情報システム研究所に改組されている。
2. ↑  都留文科大学文学部は、2018年に教養学部に改組された。